# Feuerwehr Hamm
Die Feuerwehr Hamm besteht aus einer Berufsfeuerwehr und einer Freiwilligen Feuerwehr an 28 Standorten, die für die Brandbekämpfung und -verhütung, die Gefahrenabwehr, die vorbeugende Gefahrenabwehr, Technische Hilfeleistung und den Rettungsdienst in der 180.000-Einwohner-Stadt Hamm verantwortlich sind.

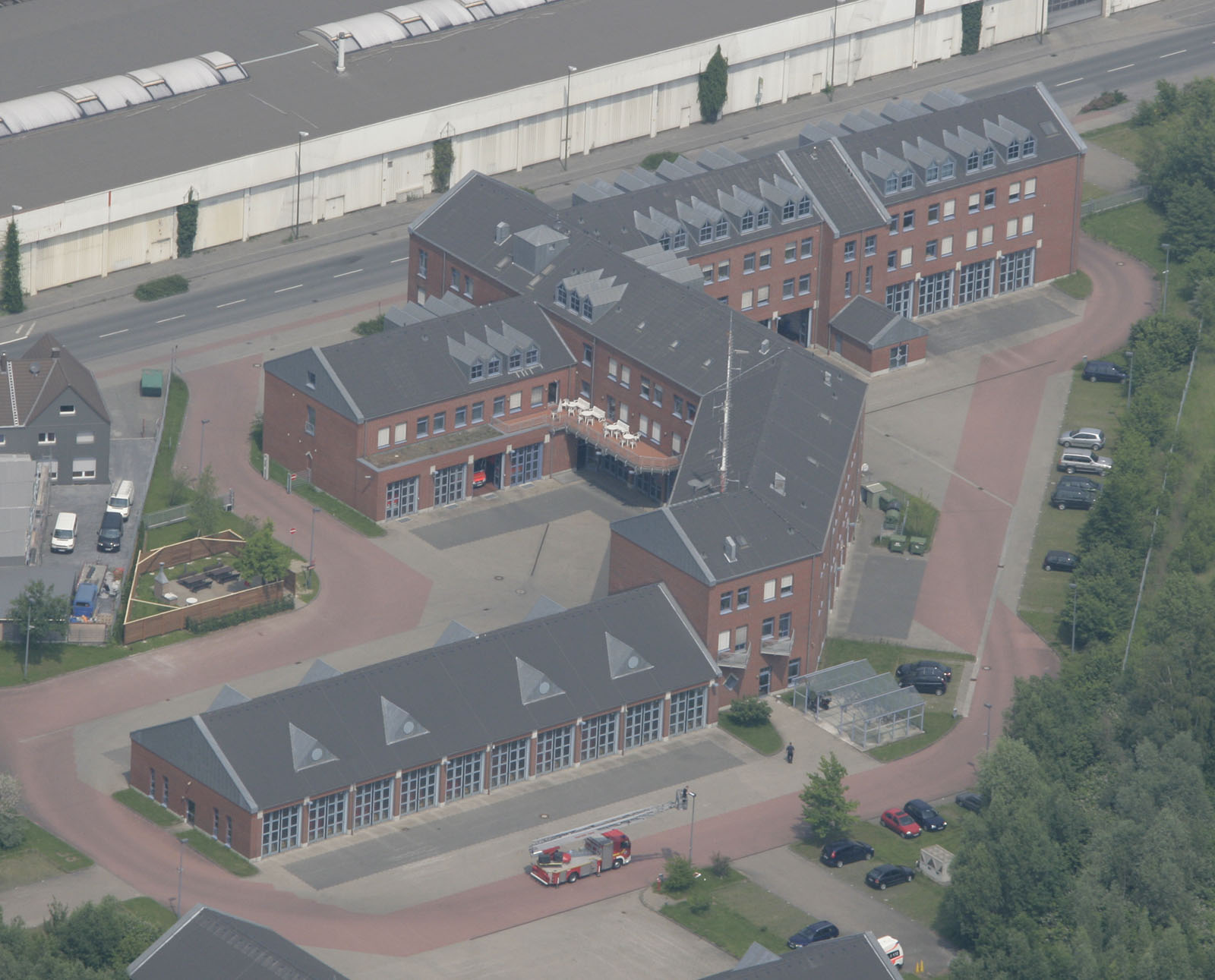
Luftbild der Hauptwache der Berufsfeuerwehr und der Freiwilligen Feuerwehr Hamm im Osthafen. Oben im Bild die Feuer- und Rettungswache 1, am unteren Bildrand ist das Gebäude der Freiwilligen Feuerwehr Hamm-Mitte noch zu erkennen.

## Geschichte
Die Feuerwehr Hamm wurde am 25. März 1877 als Freiwillige Feuerwehr gegründet. Nach dem Zweiten Weltkrieg wurde sie durch hauptamtliche Einsatzkräfte ergänzt. Ab diesem Zeitpunkt übernahm die Feuerwehr Hamm auch den Krankentransport.
Nach einer Änderung des Feuerschutz- und Hilfeleistungsgesetzes (FSHG) vom 25. Februar 1975 wurden alle Städte mit mehr als 100 000 Einwohnern in Nordrhein-Westfalen verpflichtet, eine Berufsfeuerwehr aufzustellen. Die Stadt Hamm kam dieser Verpflichtung nach und gründete die Berufsfeuerwehr Hamm mit dem gleichen Datum.
Bereits seit 1973 gab es einen provisorischen Notarztdienst in der Stadt, der ab dem April 1975 vom Marienhospital durchgeführt wurde. Die Stadt unterzeichnete drei Jahre später einen Vertrag, der nun auch das Knappschaftskrankenhaus in das Notarztsystem einband. Daraus resultierte, dass sich die beiden Krankenhäuser bei der Stellung des Notarztes fortan wöchentlich abwechselten. In den Folgejahren schlossen sich auch die restlichen Krankenhäuser dem System. Seit 1989 verfügt die Stadt über Notarztstandorte, die jeweils das nördliche und südliche Stadtgebiet abdecken. Von 1992 bis 2010 wurde ein Baby-Notarztwagen betrieben. Danach wurden diese Transporte mit luftgefederten RTW übernommen.
In den Jahren 1980 bis 1985 wurden alle Fahrzeuge der Feuerwehr Hamm mit dem Funkmeldesystem (FMS) ausgestattet. Das System wirkt sich positiv für die Leitstelle und die Fahrzeugbesatzung aus, weil man nun auf Standardmeldungen im Funkverkehr verzichten kann, was Zeit einspart. Per Tastendruck kann der Fahrzeugführer indessen den Status bestätigen, zum Beispiel, dass der Auftrag erhalten wurde und ausgeführt wird.
Die Berufsfeuerwehr beschaffte im Jahr 1981 ihr erstes Wechselladerfahrzeug (WLF), das über eine Pritsche und einen Kran verfügte. Die Gründe für die Einführung des Wechsellader-Systems waren, dass für Fahrzeuge, die selten gebraucht wurden und durch Container ersetzt wurden, Betriebskosten von mehreren Fahrgestellen gespart werden. Bis heute wurde das System auf fünf Trägerfahrzeuge und 26 Abrollbehältern (AB) ausgebaut, wovon die Aufbauten Chemieschutz und Pulver ständig aufgesattelt sind.
Im Stadtteil Bockum-Hövel wurde im Jahr 1984 die Technische Zentrale der Feuerwehr eingerichtet, deren Aufgabe es ist die gesamte Technik der Feuerwehr zu reparieren, zu warten und zu pflegen. Dringend notwendige Sicherheitsprüfungen werden ebenfalls an diesem Standort erledigt. In dem Gebäude, in dem sich auch das Feuerwehrhaus der Freiwilligen Feuerwehr Hövel befindet, werden auch die Atemschutzgeräteträger (AGT) aus- und weitergebildet, weshalb hier die Atemschutz-Übungsanlage untergebracht wurde.
Der Stadtrat beschloss am 5. Juli 1988, dass die Feuerwehr aus der Innenstadt ausgegliedert wird, was am 31. August 1992 mit dem Baubeginn der neuen Feuerwache an der Hafenstraße vollzogen wurde.
Den Fuhrpark der Berufsfeuerwehr ergänzen einige Fahrzeuge mit mehreren Einsatzmöglichkeiten, bedingt durch den schnellen Wechsel der Ausrüstung. Fünf sogenannte Systemfahrzeuge, die im August 1992 in Dienst gestellt wurden, können sowohl für Feuerwehr- als auch für Rettungsdienstzwecke genutzt werden. Bei den Fahrzeugen handelte es sich um Mercedes-Benz T-Modelle, (W124) die bis zum Jahr 2008 als Kommandowagen (KdoW) bzw. NEF eingesetzt wurden. Das System wurde weitergeführt mit der Beschaffung von mehreren baugleichen NEF bzw. ELW. Auch hier ist die Ausstattung, je nach Verwendungszweck, untereinander wechselbar.
Anfang Dezember 1994 konnte die Stadt vom Generalunternehmer die neue Feuer- und Rettungswache (FRW) offiziell entgegennehmen. Allerdings konnte der Umzug der Verwaltung, der Technik und dem Personal nur nach und nach Vollzogen werden, was die folgenden fünf Monate beanspruchte, so dass endgültig der Dienstbetrieb im April 1995 aufgenommen werden konnte. Um die Sicherheit der Hammer Bevölkerung in der Zeit von Dezember bis April sicherzustellen, wurde die Leitstellen und Wachen am alten Standort an der Sedanstraße, sowie am neuen an der Hafenstraße besetzt. Mit der neuen Leitstelle wurde auch ein neuer Einsatzleitrechner in Betrieb genommen. Ab da bestand für die Leitstelle die Möglichkeit durch das Global Positioning System (GPS) die Fahrzeuge zu orten und dadurch in Echtzeit zu leiten und zu lenken (wurde nur einige Jahre genutzt, weil der Datenfunkbetreiber diesen Dienst einstellte). Am 7. Mai 1995 wurde mit einem Tag der offenen Tür die Einweihung des Gebäudes gefeiert, zu der 30.000 Besucher kamen.
Am 3. Mai 2010 wurde am Hohefeldweg die zweite Wache der Berufsfeuerwehr in Dienst genommen. Besetzt ist diese Wache im 24-Stunden-Dienst mit einem Löschgruppenfahrzeug, Drehleiter und einem Rüstwagen. Die Wachstärke sollte 10 Funktionen betragen. Darüber hinaus ist an dieser Wache ein Rettungswagen im 24-Stunden-Dienst eingerichtet, sowie ein Krankentransportwagen, welcher unter der Woche und sonntags fährt.

## Berufsfeuerwehr
Die Berufsfeuerwehr bildet die Grundsicherung der Stadt im Brandschutz und Rettungsdienst. Sie ist von zwei hauptamtlich besetzten Feuer- und fünf Rettungswachen aus im gesamten Stadtgebiet aktiv. Die Feuer- und Rettungswache 1 an der Hafenstraße 45 ist im 24-Stunden-Dienst mit 3 Wachabteilungen rund um die Uhr einsatzbereit. Die im Jahre 2010 neu in Dienst gestellte Feuer- und Rettungswache 2 (sog. Wache Ost) am Hohefeldweg, stellt ebenfalls im 24-Stunden-System den Rettungsdienst und den Brandschutz in den östlichen Stadtteilen sicher. Die Wachstärke beträgt 25 Funktionen an der Feuerwache 1 und allen Rettungsdienststandorten. Ihre besondere Aufgabe ist die Überwachung eines großen Gebiets und der beiden Autobahnen A1 und A2 bis zum Kamener Kreuz.
Die FRW 1 verfügt über folgende Fahrzeuge:
Feuerwehr
- 2 Einsatzleitwagen (ELW 1)
- 2 Kommandowagen (KdoW)
- 1 Hilfeleistungslöschgruppenfahrzeug 20 (HLF 20)
- 1 Hilfeleistungslöschgruppenfahrzeug 20 (HLF 20) (als Reserve- und Ausbildungsfahrzeug)
- 1 Drehleiter mit Korb 23-12 und Gelenkteil (DLA(K) 23/12)
- 1 Tanklöschfahrzeug 4000 (TLF 4000)
- 1 Rüstwagen (RW)
- 1 Gerätewagen Umweltschutz (GW-U)
- 3 Wechselladerfahrzeug (WLF, mit diversen Abrollbehältern)
- 1 Gerätewagen Logistik (GW-L)
- 1 Gerätewagen Wasserrettung GW-W (Wasserrettung)
- 4 Mannschaftstransportfahrzeug (MTF)
- 3 Personenkraftwagen (Pkw)

Rettungsdienst
- 2 Notarzteinsatzfahrzeuge (NEF)
- 1 Einsatzfahrzeug des Ltd. Notarztes (LNA-NEF)
- 6 Rettungswagen (RTW)
- 5 Krankentransportwagen (KTW)

Die FRW 2 verfügt über folgende Fahrzeuge:
Feuerwehr
- 1 Hilfeleistungslöschgruppenfahrzeug 20 (HLF 20)
- 1 Drehleiter mit Korb 23-12 (DLA(K) 23/12)
- 1 Personenkraftwagen (Pkw)
- 1 Rüstwagen (RW)

Rettungsdienst
- 1 Rettungswagen (RTW)
- 1 Krankentransportwagen (KTW)

## Freiwillige Feuerwehr
Die Freiwillige Feuerwehr ist in Hamm auf 28 Standorte über das gesamte Stadtgebiet verteilt und in sieben Einsatzbereiche aufgeteilt. Neben der Einsatzabteilung gehören zur FF Hamm noch eine Ehrenabteilung mit 489 ehemaligen Mitgliedern, eine Jugendfeuerwehr mit einer Stärke von 274 Jugendlichen, einen 15 Kräfte starker Versorgungszug eine Rettungshundestaffel und drei Spielmannszüge mit 90 Mitgliedern. Insgesamt 100 Angehörige der Freiwilligen Feuerwehr Hamm sind weiblich (die Daten stammen vom 31. Dezember 2018). Wie in Städten mit Berufsfeuerwehr üblich, übernimmt der Leiter der Berufsfeuerwehr auch die Leitung der Freiwilligen Feuerwehr. Um jedoch die eigenen Interessen aufzeigen zu können, wählen die ehrenamtlichen Feuerwehrmitglieder für sechs Jahre einen Sprecher, der ihre Interessen gegenüber dem Leiter der Berufsfeuerwehr vertritt.
| Einsatzbereich            | Einheiten |
| Bereich Mitte             | Der Einsatzbereich besteht aus den Einheiten - Mitte (Einsatzbereich 11) Löschgruppenfahrzeug 20 - Mark (Einsatzbereich 12) Löschgruppenfahrzeug 10, Tanklöschfahrzeug 8/24, Schlauchwagen 2000 - Westtünnen (Einsatzbereich 13) Löschgruppenfahrzeug 20-KatS, Tanklöschfahrzeug 8/18, Mannschaftstransportfahrzeug - Berge (Einsatzbereich 14) Hilfeleistungslöschfahrzeug 20, Drehleiter mit Korb 23-12 - Westen (Einsatzbereich 15) Der Löschzug Westen verfügt über fünf Fahrzeuge: ein Tanklöschfahrzeug 3000 mit Beladung für einen Dekon 2 Platz, ein Löschgruppenfahrzeug 20-KatS, ein Mannschaftstransportfahrzeug, ein Dekontaminationslastkraftwagen Personen, ein Wechselladerfahrzeug, drei Anhänger (Pulver, Schaum-Wasserwerfer, Ölschaden) und zwei Abrollcontainer (AB V-Dekon NRW, AB G-Dekon). Dieser Einheit ist als Spezialaufgabe die Dekontamination im Rahmen des ABC-Schutzes zugeteilt. Zur Aufgabe der 36 Mitglieder, die etwa 100 Einsätze im Jahr fahren, gehört auch das Besetzen eines Rettungswagens der Berufsfeuerwehr während zwei Bereitschaftsdiensten im Jahr. |
| Bereich Bockum-Hövel      | Der Einsatzbereich besteht aus den Einheiten - Bockum (Einsatzbereich 51) Der Löschzug Bockum ist mit drei Fahrzeugen – 1 Hilfeleistungslöschfahrzeug 20, 1 Löschgruppenfahrzeug 10 und einem Rüstwagen 1 – ausgestattet. - Hövel (Einsatzbereich 52) Der Löschzug Hövel ist mit fünf Fahrzeugen – Drehleiter mit Korb 23-12 und Teleskopgelenk (DLA(K) 23/12 GLT, HLF 20, LF 20-KatS, Mannschaftstransportfahrzeug und einem Wechselladerfahrzeug und drei Abrollbehälter (AB Schlauch, AB CO2, AB Sandsack) der Berufsfeuerwehr ausgestattet. |
| Bereich Heessen           | Der Einsatzbereich besteht aus den Einheiten - Norden (Einsatzbereich 53) Tanklöschfahrzeug 8/18, Hilfeleistungslöschfahrzeug 20, Mannschaftstransportfahrzeug, ABC-Erkunder - Heessen (Einsatzbereich 54) Tanklöschfahrzeug 3000, Rüstwagen 1, Löschgruppenfahrzeug 20-KatS, Drehleiter mit Korb 23-12 und Teleskopgelenk (DLA(K) 23/12 GLT), Mannschaftstransportfahrzeug, Rettungswagen |
| Bereich Uentrop           | Der Einsatzbereich besteht aus den Einheiten - Werries (Einsatzbereich 21) Hilfeleistungslöschfahrzeug 20, Löschgruppenfahrzeug 20-KatS und Mannschaftstransportfahrzeug, Rettungswagen - Haaren (Einsatzbereich 22) Tragkraftspritzenfahrzeug (TSF-W) - Uentrop (Einsatzbereich 23) Hilfeleistungslöschgruppenfahrzeug 20, Rüstwagen 2, Rettungswagen, Mannschaftstransportfahrzeug, Mehrzweckboot - Norddinker (Einsatzbereich 24) Löschgruppenfahrzeug 10 - Braam-Ostwennemar (Einsatzbereich 25) Löschgruppenfahrzeug 16/12 und Mannschaftstransportfahrzeug |
| Bereich Rhynern           | Der Einsatzbereich besteht aus den Einheiten - Rhynern (Einsatzbereich 31) Löschgruppenfahrzeug 16/12, Rüstwagen, Tanklöschfahrzeug 4000 und Mannschaftstransportfahrzeug - Osttünnen (Einsatzbereich 32) Löschgruppenfahrzeug LF 8/6 - Süddinker (Einsatzbereich 33) Tragkraftspritzenfahrzeug TSF-W - Wambeln (Einsatzbereich 34) Löschgruppenfahrzeug LF 10 - Allen (Einsatzbereich 35) Tanklöschfahrzeug TLF 8/18, Tragkraftspritzenfahrzeug TSF-W - Osterflierich (Einsatzbereich 36) Tragkraftspritzenfahrzeug TSF-W |
| Bereich Pelkum, Herringen | Der Einsatzbereich besteht aus den Einheiten - Sandbochum (Einsatzbereich 41) Hilfeleistungslöschgruppenfahrzeug HLF 20 - Herringen (Einsatzbereich 42) Hilfeleistungslöschgruppenfahrzeug HLF 20, Löschgruppenfahrzeug LF 20 KatS, Rüstwagen RW 2, Rettungswagen - Wiescherhöfen und Weetfeld (Einsatzbereich 43) Löschgruppenfahrzeug LF 16/12, Drehleiter DLK 23/12, Löschgruppenfahrzeug LF 20 und Mannschaftstransportfahrzeug - Pelkum (Einsatzbereich 44) Löschgruppenfahrzeug LF 16/12 - Lerche (Einsatzbereich 45) Hilfeleistungslöschgruppenfahrzeug HLF 10 |
| Sondereinheiten           | Der Bereich Sondereinheiten besteht aus den Einheiten - IuK (Einsatzbereich 61) Einsatzleitwagen ELW 1, Einsatzleitwagen ELW 2, Gerätewagen GW-IuK (GW-Sonst.) - Rettungshundestaffel (Einsatzbereich 62) Gerätewagen Rettungshunde (GW-RHOT) - Verpflegung (Einsatzbereich 63) Gerätewagen Verpflegung - ABC, Diese Einheit hat keine eigenen Fahrzeuge. Verwendet werden der ABC-Erkunder (Norden), Wechsellader mit AB DEKON-V (Westen) und Gerätewagen DEKON-P (Westen) - Werkstatt / Technisches Zentrum, Ist Teil der FRW 1, jedoch am Standort Hövel, Gerätewagen Plane, Pritschenwagen |

## Rettungsdienst
Der Rettungsdienst im Stadtgebiet wird von der Feuerwehr organisiert selbst durchgeführt. Die Krankentransport Herzig GmbH war ab dem Jahr 1990 in den öffentlichen Rettungsdienst eingebunden. Die Gesellschaft wurde im Jahr 2011 vom Großunternehmen FALCK übernommen. Zum 1. Januar 2017 erfolgte die Rekommunalisierung des Rettungsdienstes. Seither werden alle rettungsdienstlichen Aufgaben wieder durch die Feuerwehr Hamm selbst durchgeführt. Die Feuerwehr verfügt zur Erfüllung ihrer Aufgaben über dreizehn Rettungswagen (RTW) und 15 Krankentransportwagen (KTW).
Vier der dreizehn RTW, sind den verschiedenen Standorten der Freiwilligen Feuerwehr in Hamm-Herringen, Heessen, Uentrop, und Werries zugeteilt und werden von Rettungsassistenten und Rettungssanitätern besetzt. Diese werden im Bedarfsfall über digitale Funkmeldeempfänger alarmiert. Zwei Notarzteinsatzfahrzeuge sorgen für die Notärztliche Versorgung. In Hamm wird im Fall eines Einsatzes für den Notarzt das „Rendezvous-System“ genutzt, bei dem neben dem Notarzteinsatzfahrzeug auch immer ein Rettungswagen alarmiert wird. Das bringt den Vorteil, dass bei einer Fehleinschätzung der Situation der Notarzt den Einsatz abbrechen kann und so wieder einsatzbereit ist.
Insgesamt sind im Einsatzgebiet der Feuerwehr Hamm 75 Notärzte tätig. Bei Massenanfällen von Verletzten (MANV) steht ein weiteres Fahrzeug für den Leitenden Notarzt (LNA) zur Verfügung. Die Transportinkubatoren wurden bis zum Jahr 2010 mit einem Baby-Notarztwagen transportiert. Ab dem Jahr 2010 werden die Inkubatoren mit luftgefederten RTW, auch überörtlich, eingesetzt. Der Rettungshubschrauber (RTH) Christoph 8 aus Lünen fliegt auch Einsätze in Hamm.